# Liste du patrimoine mondial en Tunisie
| \| El Jem Carthage Tunis Ichkeul Kerkouane Kairouan Sousse Dougga Djerba \| Localisation de l'ensemble des sites |
| El Jem Carthage Tunis Ichkeul Kerkouane Kairouan Sousse Dougga Djerba                                            |

La liste du patrimoine mondial en Tunisie compte neuf éléments : huit sont listés en tant que sites culturels, un en tant que site naturel. Seuls huit des 24 gouvernorats tunisiens sont représentés, le gouvernorat de Tunis abritant deux des sites.
Les sites du patrimoine mondial de l'Organisation des Nations unies pour l'éducation, la science et la culture (Unesco) sont des lieux d'importance culturelle ou naturelle tels que décrits dans la Convention du patrimoine mondial de l'Unesco établie en 1972. La Tunisie a ratifié la convention le 10 mars 1975, rendant ses sites éligibles.

## Histoire
Les premiers sites tunisiens sont inscrits sur la liste lors de la troisième session du comité du patrimoine mondial qui se tient en Égypte en 1979 : l'amphithéâtre d'El Jem, le site archéologique de Carthage et la médina de Tunis.

## Sites inscrits
Ce tableau liste des informations sur chaque site inscrit au patrimoine mondial de l'humanité :
- Nom : tel que listé par le comité du patrimoine mondial ;
- Gouvernorat : localisation par gouvernorat ;
- Données Unesco : numéro de référence du site, année d'inscription et critères (culturels de i à vi et naturels de vii à x).

| Nom                                                                  | Image                                     | Gouvernorat | Données Unesco                 | Description |
| -------------------------------------------------------------------- | ----------------------------------------- | ----------- | ------------------------------ | --- |
| Médina de Tunis                                                      | Médina de Tunis                           | Tunis       | 36 ; 1979 ; ii, iii, v         | Petite bourgade, Tunis devient l'une des villes les plus importantes du monde islamique sous le règne des Almohades et des Hafsides (XIIe – XVIe siècles). Elle compte quelque 700 monuments (palais, mosquées, mausolées, médersas, etc.) qui témoignent de ce riche passé historique.                                                             |
| Site archéologique de Carthage                                       | Site archéologique de Carthage            | Tunis       | 37 ; 1979 ; ii, iii, vi        | Fondée au IXe siècle av. J.-C., la cité de Carthage établit un empire commercial sur le bassin méditerranéen et devient le siège d'une brillante civilisation. Au terme des trois guerres puniques, elle est détruite en 146 av. J.-C. avant de renaître de ses cendres sous l'impulsion de l'Empire romain.                                        |
| Amphithéâtre d'El Jem                                                | Amphithéâtre d'El Jem                     | Mahdia      | 38 ; 1979 ; iv, vi             | La ville d'El Jem, située au cœur du Sahel tunisien, accueille les ruines du plus grand colisée d'Afrique du Nord. D'une capacité de 35 000 spectateurs, il illustre la richesse que la cité tirait du commerce de l'huile d'olive. |
| Parc national de l'Ichkeul                                           | Parc national de l'Ichkeul                | Bizerte     | 8 ; 1980 ; x                   | Le lac Ichkeul et les zones humides environnantes constituent un important relais pour des oiseaux migrateurs. Ceux-ci s'y arrêtent pour se nourrir et y nicher. |
| Cité punique de Kerkouane et sa nécropole                            | Cité punique de Kerkouane et sa nécropole | Nabeul      | 332 ; 1985 ; iii               | L'ancienne cité phénicienne a été abandonnée, sans doute pendant la première guerre punique (vers 250 av. J.-C.). Elle offre de ce fait les seuls vestiges d'une ville phénico-punique connus à ce jour. |
| Médina de Sousse                                                     | Médina de Sousse                          | Sousse      | 498 ; 1988 ; iii, iv, v        | Sousse est un exemple d'une ville des premiers siècles de l'islam. Avec sa kasbah, ses remparts, sa médina et sa Grande Mosquée ou son ribat, elle constituait l'un des éléments d'un système de défense côtier. |
| Kairouan                                                             | Kairouan                                  | Kairouan    | 499 ; 1988 ; i, ii, iii, v, vi | Fondée en 670, Kairouan prospère sous les Aghlabides (IXe siècle). Malgré le passage du statut de capitale à Tunis au XIIe siècle, elle reste considérée comme la première ville sainte du Maghreb. Son patrimoine architectural comprend notamment la grande mosquée et la mosquée des Trois Portes.                                               |
| Dougga / Thugga                                                      | Dougga / Thugga                           | Béja        | 794 ; 1997 ; ii, iii           | Construite sur une colline surplombant une plaine connue pour sa fertilité, la cité est d'abord la capitale d'un État libyco-punique. Après avoir prospéré sous les dominations romaine puis byzantine, elle décline inexorablement. Ses ruines témoignent des ressources dont disposait une petite ville située aux frontières de l'Empire romain. |
| Djerba : témoignage d'un mode d'occupation d'un territoire insulaire | Île de Djerba                             | Médenine    | 1640 ; 2023 ; v                | L'île est le témoignage d'un schéma de peuplement qui se développa autour du IXe siècle dans un environnement semi-aride et déficitaire en eau. La densité faible impliquait un découpage en quartiers économiquement autonomes, reliés les uns aux autres, ainsi qu'aux lieux de culte et de commerce de l'île, par un réseau de routes élaboré.   |

## Sites refusés
À ce jour, un seul site proposé à l'inscription a été refusé par le comité du patrimoine mondial en 1979 :
- Parc national des îles de Zembra et Zembretta.

## Liste indicative
En plus des sites inscrits au patrimoine mondial de l'humanité, les États membres peuvent maintenir une liste des sites qu'ils ont l'intention de proposer pour inscription au cours des années à venir. Les propositions d'inscription sur la liste du patrimoine mondial ne sont examinées que si le site proposé figure déjà sur la liste indicative de l'État.
La Tunisie a fait inscrire seize sites sur la liste indicative :
| Nom                                                                                  | Image                                                                                | Gouvernorat                                        | Données Unesco                          |
| ------------------------------------------------------------------------------------ | ------------------------------------------------------------------------------------ | -------------------------------------------------- | --------------------------------------- |
| Parc national d'El Feija                                                             | Parc national d'El Feija                                                             | Jendouba                                           | 5383 ; 2008 ; vii, viii, x              |
| Parc national de Bouhedma                                                            | Parc national de Bouhedma                                                            | Sidi Bouzid et Gafsa                               | 5384 ; 2008 ; vii, viii, x              |
| Chott El Jerid                                                                       | Chott El Jerid                                                                       | Tozeur et Kébili                                   | 5385 ; 2008 ; vii, viii, ix, x          |
| Oasis de Gabès                                                                       | Oasis de Gabès                                                                       | Gabès                                              | 5386 ; 2008 ; iv, vii, x                |
| Mausolées royaux de Numidie, de la Maurétanie et monuments funéraires pré-islamiques | Mausolées royaux de Numidie, de la Maurétanie et monuments funéraires pré-islamiques | Jendouba, Le Kef, Béja, Siliana et Médenine        | 5684 ; 2012 ; ii, iii, iv               |
| Complexe hydraulique romain de Zaghouan-Carthage                                     | Complexe hydraulique romain de Zaghouan-Carthage                                     | Zaghouan, Ben Arous, La Manouba, l'Ariana et Tunis | 5685 ; 2012 ; i, iv                     |
| Carrières antiques de marbre numidique de Chimtou                                    | Carrières antiques de marbre numidique de Chimtou                                    | Jendouba                                           | 5687 ; 2012 ; ii, iv                    |
| Frontières de l'Empire romain : Limes du Sud tunisien                                | Frontières de l'Empire romain : Limes du Sud tunisien                                | Gabès, Kébili, Médenine et Tataouine               | 5688 ; 2012 ; ii, iii, iv               |
| Médina de Sfax                                                                       | Médina de Sfax                                                                       | Sfax                                               | 5689 ; 2012 ; ii, iv, v                 |
| Permien marin de Jebel Tebaga                                                        | Jebel Tebaga                                                                         | Médenine                                           | 6087 ; 2016 ; vii, viii                 |
| Stratotype de la limite Crétacé-Tertiaire (limite K-T)                               | Jebel Tebaga                                                                         | Le Kef                                             | 6088 ; 2016 ; vii, viii                 |
| Table de Jugurtha à Kalaat-Senen                                                     | Table de Jugurtha                                                                    | Le Kef                                             | 6278 ; 2017 ; ii, iii, v, vi, vii, viii |
| Habitat troglodytique et le monde des ksour du Sud tunisien                          | Ksar Ouled Soltane                                                                   | Gafsa, Gabès, Médenine et Tataouine                | 6444 ; 2020 ; iv, v                     |
| Rammadiya d'El Magtaa (El Mekta), le site princeps de la culture capsienne           | El Mekta                                                                             | Gafsa                                              | 6536 ; 2021 ; iii                       |
| Site archéologique de Sbeïtla                                                        | Site archéologique de Sbeïtla                                                        | Kasserine                                          | 6537 ; 2021 ; ii                        |
| Village de Sidi Bou Saïd : harmonie architecturale et spirituelle en Méditerranée    | Village de Sidi Bou Saïd                                                             | Tunis                                              | 6765 ; 2024 ; ii, vi                    |